# Panzaleo
El panzaleo és una llengua preincaica parlada als voltants de Quito abans de la conquesta espanyola. La llengua és esmentada pels primers cronistes com Pedro Cieza de León (1553) i les Relaciones geográficas de Indias
El panzaleo, igual que altres llengües pre-incaiques com el pasto, el cara, el puruhá, el cañari, i el complex lingüístic que inclou al palta, al malacato, al rabona, al bolona i al xiroa. La documentació d'aquestes llengües ha estat examinada per Jijón y Caamaño (1940, 1941) i Paz y Miño (1940-1942, 1961) ue van recopilar nombroses arrels i terminacions recurrents, així com altres característiques destacades de la llengua.

## Distribució geogràfica
El panzaleo deu el seu nom a l'assentament inca del mateix nom, situat no lluny de Quito. L'àrea lingüística panzalea s'estenia des de Quito al nord, fins a la ciutat de Mocha en el sud, cobrint les províncies de Cotopaxi i Tungurahua, així com la parteix sud de Pichincha. Els principals centres en l'àrea, a més de la pròpia ciutat de Quito, eren Ambato i Latacunga. Aquesta àrea podria haver estat la primera regió de les terres altes equatorianes a ser completament quítxuitzada.
La possibilitat que la llengua original dels indis quijos, un grup ètnic que habita els vessants andins de la part occidental de la província de Napo, fos una varietat de panzaleo (tal com suggereix Cieza de León) va ser discutida per Jijón y Caamaño. L'evidència en favor d'aquesta hipòtesi no és concloent.

## Elements toponímics
Algunes terminacions toponímiques típiques d'origen panzaleo trobades en el nord i centre de l'Equador són:
-(h)aló: Pilaló, Mulahaló.
-leo: Tisaleo, Pelileo.
-lagua / -ragua: Cutuglagua, Tungurahua.

## Classificació
Loukotka (1968) en la seva classificació de les llengües indígenes d'Amèrica suggereix que el panzaleo estaria relacionat amb la llengua páez. Una de les fonts per a aquesta proposta és Jijón y Caamaño qui admet que l'evidència a favor d'aquesta proposta és feble i afegeix que les similituds observades, podrien ser explicables per contacte lingüístic.

## Referència
1. ↑  Jiménez de la Espada, 1965.
2. ↑  Salomon, 1986
3. ↑  Jijón y Caamaño, 1940, p. 289-295.
4. ↑  Loukotka, Čestmír. Classification of South American Indian languages.  Los Angeles: UCLA Latin American Center, 1968.
5. ↑  Jijón y Caamaño, 1940, p. 395-6.